# Plesslinjen
Plesslinjen är en avelslinje för visenter under Låglandslinjen.
Alla visenter inom Plesslinjen är renrasiga företrädare för underarten Bison bonasus bonasus och har sin härstamning från en infångad tjur och tre kor från Białowieżaskogen i dåvarande ryska imperiet. Dessa gavs 1865 av tsar Alexander II till Hans Heinrich XI av Hochburg, fursten av Pless i Oberschlesien i dåvarande Preussen och nuvarande Polen, vilken inrättade ett viltreservat i skogarna utanför Pless, numera Visentavelsstationen i Pszczyna.
Dessa visenter avlades under många årtionden i Pless i isolering från andra visentpopulationer, med komplettering av fem kor 1893. År 1918 var antalet drygt 90 djur, men bara tre återstod efter det att krigsslutets kaos upphört: en ko och två tjurar. Förutsättningarna för avel i Pless efter 1919 var usla. En av tjurarna hade skadeskjutits av en tjuvjägare och var inte att räkna med för avel. Kon var född 1904. Men det visade sig att hjorden trots detta kunde hämta sig. Hon fick tre kalvar. En av dessa, efter att ha parat sig med sin far och en bror, blev stammor för en hjord som 1936 var på 17 djur, varav åtta tjurar, fyra vuxna kor, två kvigor och två kvigkalvar. 
Några år efter det att visenterna i Białowieżaskogen, de sista frigående av underarten Bison bonasus bonasus, hade utrotats 1919, påbörjades under 1920-talet ett internationellt samarbete för att rädda visenten från total utrotning och att återinföra arten. En önskan från Internationale Gesellschaft zur Erhaltung des Wisents, som var ledande i detta arbete, var att i aveln använda renrasiga djur, och visenterna i Pless kom då väl till pass. 
Avkomman till de ursprungliga fyra djuren i Pless fick stor betydelse för djuraveln och särskilt visenttjuren med avelsnummer M 229, Plisch, som 1936 överfördes till Visentreservatet i Białowieża. Från honom härstammar nästan alla av dagens frilevande visenter i Białowieżaskogen, vilka började släppas ut 1952.